# Vincent Kartheiser
Pour les articles homonymes, voir Kartheiser.
Vincent Kartheiser, né le 5 mai 1979 à Minneapolis (Minnesota), est un acteur américain.

## Biographie

### Formation
Il est diplômé en histoire à l'Université de Californie à Los Angeles (UCLA).

### Carrière
Cette section ne s'appuie pas, ou pas assez, sur des sources secondaires ou tertiaires indépendantes du sujet.

Pour l'améliorer, ajoutez-en, ou placez des modèles {{Source secondaire souhaitée}} ou {{Source secondaire nécessaire}} sur les passages mal sourcés. (janvier 2023)
Il commence sa carrière au cinéma en 1993 à l'âge de treize ans, dans un petit rôle pour le film Cœur sauvage aux côtés de Christian Slater puis il enchaîne avec des films tels que L'Indien du placard, Alaska, Crime + Punishment, le très trouble Another Day in Paradise (où l'acteur incarne le fils adoptif symbolique que se donnent deux truands drogués, James Woods et Melanie Griffith) ou encore Into the Sun.
C'est le rôle de Connor, jeune fils d'Angel dans l'acclamée série fantastique du même nom créée par Joss Whedon et David Greenwalt, qui le révèle vraiment auprès du grand public. Il incarne ce personnage durant trois saisons, entre 2002 et 2004, de façon récurrente en saison 3, principale en saison 4, puis en tant qu'invité vedette en saison 5. 
À l'instar de Leonardo DiCaprio, si l'acteur profite d'un physique poupin pour jouer les éternels adolescents, il finit par endosser des rôles plus adultes[source secondaire souhaitée].
Ainsi, c'est son interprétation du jeune et ambitieux Pete Campbell, dans la série dramatique Mad Men, créée par Matthew Weiner, entre 2007 et 2014, qui lui permet d'accéder à une reconnaissance critique internationale.

### Vie privée
En 2013, il s'est fiancé à l'actrice Alexis Bledel et l'épouse en août 2014. En 2015, ils attendent leur premier enfant. Le 19 mai 2016, la presse people annonce qu'Alexis Bledel a accouché d'un petit garçon.  Le 10 août 2022, Vincent Kartheiser a demandé le divorce qui est finalisé le 26 août.

## Filmographie

### Cinéma
- 1993 : Cœur sauvage (Untamed Heart)
- 1994 : Heaven Sent
- 1994 : Little Bigleague
- 1995 : L'Indien du placard (The indian of the Cupboard)
- 1996 : Alaska de Fraser C. Heston
- 1997 : Mastermind
- 1998 : Another Day in Paradise
- 1998 : Les filles font la loi (Strike!)
- 2000 : Luckytown Blues
- 2000 : Crime + Punishment (Crime + Punishment in Suburbia)

- 2000 : Preston Tylk
- 2001 : Sous le silence (The Unsaid)
- 2004 : Dandelion
- 2006 : Alpha Dog de Nick Cassavetes
- 2011 : Time Out : Philippe Weis
- 2017 : My Friend Dahmer de Marc Meyers : Dr Matthews
- 2019 : Crypto : Ted
- 2020 : Derrière nos écrans de fumée [2]

### Télévision
- 1999 : Urgences : Jessie Keenan
- 2002 à 2003 : Angel : Connor
- 2007 à 2015 : Mad Men : Peter Campbell
- 2013 : High School USA! : Marsh Merriwether (rôle récurrent)
- 2016 : Casual : Jordan Anderson / Paul
- 2017 : Genius : Raymond Geist
- 2018 : Das boot : Samuel Greenwood Jr
- 2019 : The OA : Pierre Ruskin
- 2019-2020 : New York, unité spéciale (saison 21, épisodes 9 et 10) : Steve Getz
- 2021 : Titans : Dr. Jonathan Crane / l'Épouvantail